# Acceleratordrivna system
Med acceleratordrivna system avses inom kärnfysik och kärnteknik en ny variant av kärnreaktor, även kallad ”energiförstärkare” eller ”Rubbiatron” efter Carlo Rubbia, en av förslagsställarna. En sådan maskin baseras på någon typ av underkritisk reaktor som producerar fission utan att uppnå kritikalitet. Istället för en självunderhållande kedjereaktion, tar en underkritisk reaktor ytterligare neutroner från en extern källa. En kärnreaktor kopplad till en partikelaccelerator för att producera extra neutroner genom spallation kallas ett Acceleratordrivet System (ADS).
Tekniken har länge setts som en möjlighet till så kallad transmutation. Det moderna konceptet är en underkritisk reaktor, i vilken en energirik partikelstråle utnyttjas för att stimulera en reaktion, som i sin tur släpper tillräckligt med energi för att driva partikelacceleratorn och lämna ett överskott av energi för kraftproduktion.

## Förhistoria
Idén att utnyttja ADS för storskalig transmutation uppkom redan i slutet av 1940-talet i USA som ett alternativt sätt att tillverka lätt klyvbara isotoper, främst uranisotopen 233U från 232Th  och 239Pu från 238U. Då föll idén på att man inte kunde tillverka acceleratorer med tillräcklig effekt för att åstadkomma en storskalig process. Sådana svårigheter är numera övervunna dels med de mer avancerade acceleratorer, som används inom partikelfysiken dels genom andra metoder att förse underkritiska reaktorer med högintensiva neutronkällor. 